# كولوغريف
كولوغريف (بالروسية: Кологрив) هي إحدى مدن روسيا في الكيان الفدرالي الروسي كوستروما أوبلاست.